# Moody Tank Conservation Park
Moody Tank Conservation Park är en park i Australien. Den ligger i delstaten South Australia, omkring 250 kilometer väster om delstatshuvudstaden Adelaide.
Trakten runt Moody Tank Conservation Park är nära nog obefolkad, med mindre än två invånare per kvadratkilometer.. Närmaste större samhälle är Ungarra, nära Moody Tank Conservation Park.
Trakten runt Moody Tank Conservation Park består till största delen av jordbruksmark. Genomsnittlig årsnederbörd är 430 millimeter. Den regnigaste månaden är juni, med i genomsnitt 90 mm nederbörd, och den torraste är oktober, med 9 mm nederbörd.